# Moçambiques historia

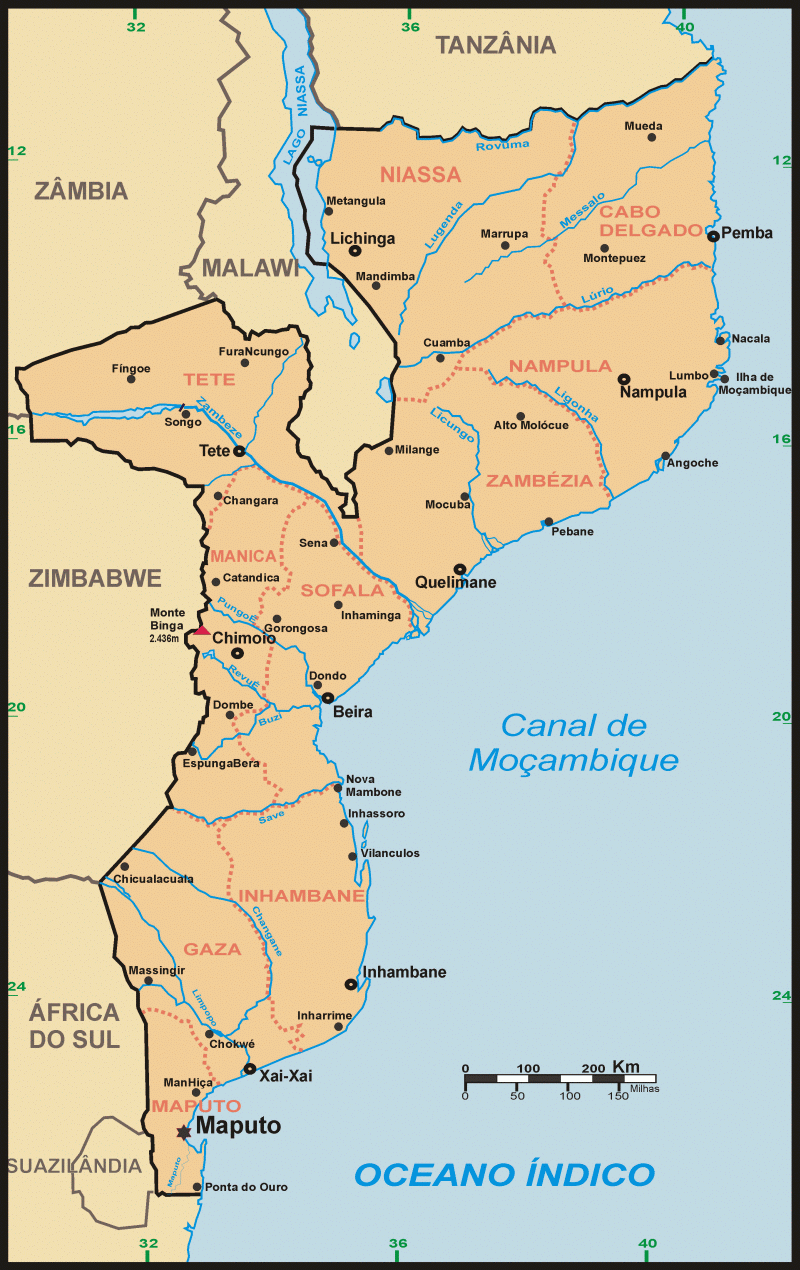
Karta över Moçambique

Moçambiques historia präglades tidigt av khoisan-folket, områdets första kända invånare. Dessa jägare och samlare trängdes undan av bantufolken mellan 100 e.Kr. och 500 e.Kr. Den första skriftliga källan skrevs på 900-talet. Den arabiska historikern Ali al-Masudi beskrev handelsförbindelser mellan nationerna vid Persiska viken och Swahilikusten.
1498 anlände Vasco da Gama till Moçambiqueön på sin första resa. Portugiserna byggde fortet São Sebastião och grundade en handelsstation 1507. Stationen växte under 1500-talet och blev huvudstad i Portugisiska Östafrika som varade till 1975.

## Förkolonial historia
I sydvästra Moçambique har arkeologer hittat flera boplatser från stenåldern och vid gränsen mot Zimbabwe finns klippmålningar från tidiga samlar- och jordbrukarsamhällen. 
Fram till 500-talet migrerade Bantufolk genom Zambesiflodens dalgång och nådde kusten söder om Swahilikusten. De var bönder och odlade lokala spannmål såsom sorghum och hirs och utvecklade keramik, vävning och metallurgi för att tillgodose familjen och klanens behov.

### Arabisk handel
På 800-talet dominerade shona-folket höglandet mellan floderna Zambesi i norr och Limpopo i söder. Shona var jordbrukare och handlade med guld och boskap. Vid denna tid började araber utforska Afrikas ostkust och anlade en rad handelsstationer mellan Afrikas Horn och Sofala i Moçambique. 
I mötet mellan Bantu och arabiska, indiska och persiska handelsmän uppstod Swahilikulturen. Hamnen Chibuene i sydligaste Sofalaprovinsen blev utförselhamn för guldet från gruvor i nuvarande Zimbabwe.

### Stora Zimbabwe
Stora Zimbabwe byggdes av Shona. Rikets storhetstid började omkring 1250 och omfattade nuvarande Zimbabwe och provinserna Gaza och Inhambane i södra Moçambique. Staden övergavs av okänd anledning omkring 1450.

## Kolonial historia

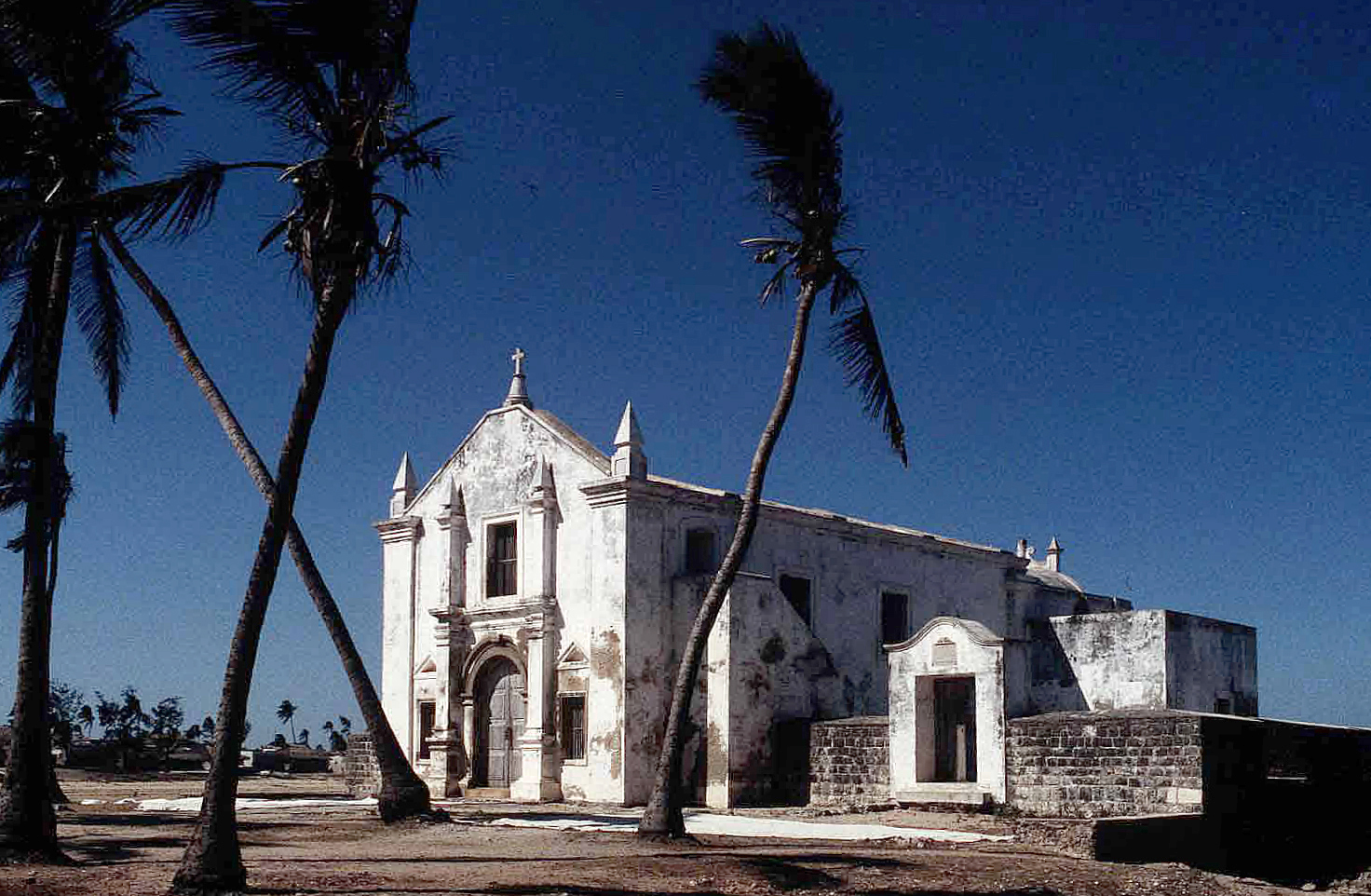
Mocambiqueön exploaterades av portugiserna på 1500-talet

De första portugiserna kom till afrikanska ostkusten 1498 i samband med Vasco da Gamas resa till Indien. I början av 1500-talet drev de ut araberna från Moçambiqueön och byggde fortet São Sebastião. Portugiserna övertalade lokala härskare teckna avtal och kunde därigenom konkurrera ut araberna om handel med guld och boskap från Mutaparikets härskare.
Senare byggde portugisiska kolonister fort från Lourenço Marques i söder och ända upp till Mogadishu, Somalia i norr. Forten blev centrum för portugisiska bosättningar och administrerades från Goa som blev säte för Portugals vicekung i Indien. Portugal delade in Afrikas ostkust i två områden: norr och söder om Kap Delgado. På 1600-talet kom engelska och nederländska flottor och började konkurrera om handeln. Alla fort norr om Kap Delgado förlorades, det sista var Fort Jesus på ön Mombasa 1698.

### Portugisisk handel
Portugiserna dödade lokala härskare i Mutapariket och tog kontroll över flera guldgruvor. I mitten på 1500-talet avtog produktionen och handeln med guld och istället blev elfenben en eftertraktad vara. Handelsmännen vände sig till Tsongafolket i södra Moçambique. Handel med elfenben pågick i 200 år och tusentals elefanter slaktades.
Från mitten av 1700-talet började portugisiska nybyggare delta i den växande slavhandeln. Slavar skeppades till Madagaskar och slavmarknaden i Stellenburg, Sydafrika. År 1794 förliste det portugisiska slavskeppet São José utanför Kapstaden. Mellan 1780 och 1800 fördes 63 400 slavar från Moçambique och över Atlanten, de flesta till kaffeplantager i Brasilien.
År 1807 avskaffades handel med slavar i Storbritannien och inom de Brittiska imperiet. Royal Navy fick i uppdrag att uppbringa slavskepp på Atlanten och befria slavar. Slavhandeln från Moçambique fortsatte emellertid ända till slutet av 1800-talet. Slavhandeln ersattes av handel med diamanter och guld från Sydafrika. Lämpligaste hamn var Lourenço Marques och kolonins ekonomiska centrum flyttades söderut.

### Afrikas inre
Från mitten på 1800-talet började de europeiska kolonialmakterna utforska Afrikas inre. År 1858 utnämndes David Livingstone till engelsk konsul i Quelimane vid kusten i den moçambiquanska provinsen Zambezia. Följande år utforskade han Öst- och Centralafrika i ett försök att finna Nilens källa. Under flera år hörde han inte av sig och man befarade att han hade omkommit. Tidningen New York Herald organiserade en räddningsexpedition under ledning av Henry Morton Stanley. Den 10 november 1871 fann Stanley Livingstone i stade Ujiji vid Tanganyikasjön.
Under senare delen av 1800-talet ökade den europeiska konkurrensen om besittningar i Afrika. Därför grundades det Geografiska Sällskapet i Lissabon, SGL. Portugals regering planerade kartlägga en väg mellan Angola och Moçambique och gav SGL i uppdrag att skaffa kartografiskt underlag. I slutet av maj 1878 startade upptäcktsresande Alexandre de Serpa Pinto en expedition från Luanda med 23 bärare och korsade floden Kwanza i juni. Den 24 augusti 1878 kom expeditionen fram till Barotseland vid Zambesiflodens övre lopp. Serpa Pinto blev sjuk men blev omhändertagen av en fransk missionär, tillfrisknande och kunde färdas utmed Zambesi och anlände till Moçambique i början av 1879. Serpa Pinto blev den första europén som korsade Afrika från väster till öster. 

### Portugisisk koloni

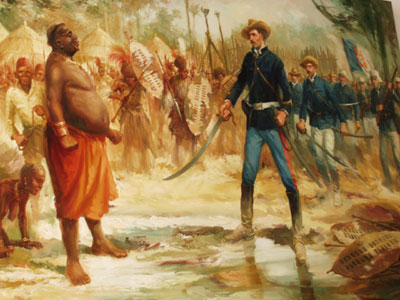
Mouzinho de Albuquerque tillfångatar Kung Gungunhana 1895.

1880 kontrollerade Portugal hela Moçambiques kust från Lourenço Marques i söder till Palma i norr och inåt landet runt floden Zambesi. I söder sökte Gazariket stöd från portugiserna för att försvara sig mot fientliga stammar i väster. Portugal utnyttjade situationen och tog kontroll över Gazariket.
Vid Berlinkonferensen 1884-85 delades Afrika mellan de europeiska stormakterna. Portugal fick rätt till alla områden de gjorde anspråk på och under 1890-talet fastslogs gränserna för Portugisiska Östafrika (Moçambique). Rovuma skulle vara gränsflod mellan Moçambique och Tyska Östafrika i norr. 1894 erövrade tyska örlogsfartyg området Kiongatriangeln söder om floden.

### Moçambique under första världskriget

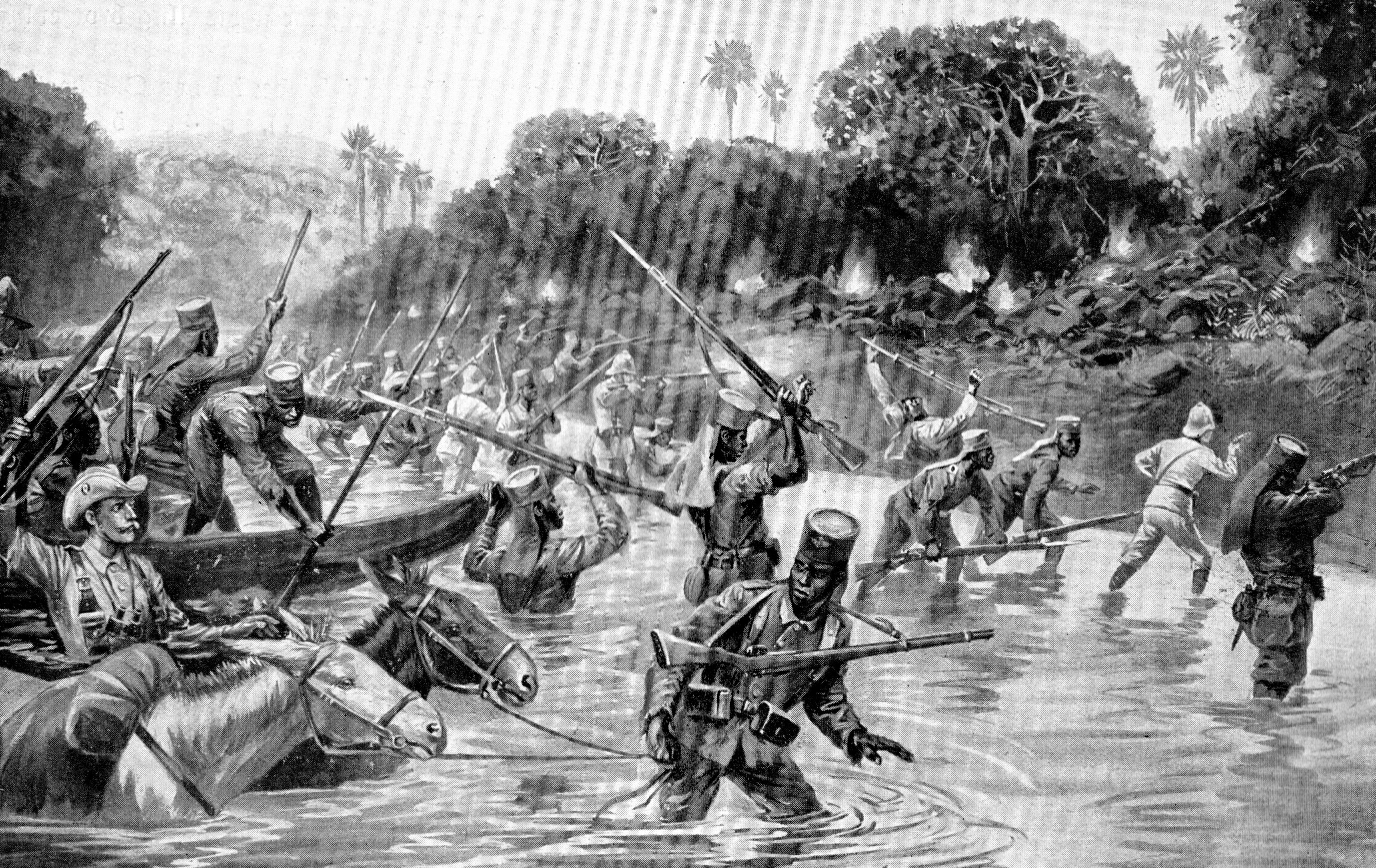
Slaget vid Negomano, november 1917

Afrika drabbades hårt under första världskriget. Stormakterna som förde krig i Europa var också kolonialmakter. Portugisiska Östafrika gränsade mot Tyska Östafrika i norr, Sydafrikanska unionen i söder och Centralafrikanska federationen i väster. Kolonialtrupperna förde krig mot varandra med afrikanska soldater, askaris.
Portugal höll sig neutralt under första världskriget, men sympatiserade med England. Den 9 mars 1916 förklarade Tyskland krig mot Portugal. Portugisiska kolonialarmén i Moçambique förstärktes och Kiongatriangeln söder om floden Rovouma kunde återtas.
Den 25 november 1917 korsade den tyska skyddstruppen under befäl av Paul von Lettow-Vorbeck floden Rovuma och intog staden Negomano. Därefter förde den tyska skyddstruppens ett gerillakrig i Moçambique, angrep portugisiska posteringar, stal proviant och vapen och attackerade engelska kolonialtrupper i Nyasaland och Rhodesia.
Portugal hade sammanlagt 40 000 soldater som stred i Moçambique under första världskriget, de flesta askaris. 4 800 dog, 1 600 skadade, 700 krigsfångar och 5 400 saknade.

### Portugals kolonialpolitik under 1900-talet
År 1908 i februari mördades kung Carlos, följdes av revolution och republik infördes. Administrationen i de portugisiska kolonierna decentraliserades och Moçambique fick en viss grad av självstyrelse och en egen ekonomi. Guvernören fick i uppdrag att se till att den inhemska befolkningen skulle uppfostras och skyddas. Men de fick inga politiska rättigheter. Moçambiques traditionella ledare gjorde motstånd. 1918 slogs det sista väpnade motståndet ner i Manicaprovinsen och kungen av Barwefolket dödades.
Portugals ekonomi havererade och i slutet på 1920-talet tvingades president Carmona att vända sig till Nationernas Förbund och begära nödlån. Finansminister blev Oliveira de Salazar. Några år senare utsågs han till statsminister med oinskränkta befogenheter. Därefter började han skapa Den Nya Staten, vilket fick stora konsekvenser för kolonierna.
Självstyre för kolonierna upphörde och ekonomin inlemmades i Portugals ekonomi. Arbetslösa och kriminella personer utvisades till kolonierna. Fler poliser och militärer skickades till kolonierna. Produkter såsom kaffe, bomull och naturresurser fick bara exporteras till Portugal. Förnödenheter fick bara importeras från Portugal. Priser bestämdes i Lissabon, ekonomin stabiliserades, men kolonierna fick betala. Koloniallagen skrevs om så att myndigheter utdöma tvångsarbete för afrikanska män. Kolonisterna utplånade många existerande samhällen och gjorde hövdingarna till lydiga redskap för kolonialmakten.

## Självständighetskriget

### Tidig antikolonial kamp
På 20-talet fanns i städerna utbildade afrikaner som engagerade sig. Politiskt arbete förbjöds, men fortsatte under täckmantel av kulturella sällskap. 1949 grundades NESAM av gymnasieungdomar. I de större städerna, Lourenço Marques och Beira strejkade arbetare. Hundratals arbetare sköts och ännu fler deporterades till fängelseön São Tomé i Sydatlanten. I provinsen Cabo Delgado framfördes klagomål över löner och arbetsförhållanden. Ledarna fängslades och soldater sköt rakt in i folkmassan och 600 arbetare dödades.

### Moçambiques befrielsefront

Frelimos flagga

På femtiotalet bodde en halv miljon moçambiquer i grannländerna, gästarbetare i Sydafrika, landsflyktingar i Sydrodesia och Tanganyika. Tillsammans med de få utbildade moçambikier på hemmaplan växte det fram grupper som arbetade för självständighet. Tanganyikas självständighet från Storbritannien 1961 inspirerade och året därpå bildades befrielsefronten Frelimo i Dar es-Salaam under ledning av Eduardo Mondlane.

### Väpnad kamp
Vid Frelimos första konferens beslöts att i första hand använda diplomatiska påtryckningar för att med fredliga medel nå självständighet. Men kolonialregeringen svarade med ökat våld och förföljelse. Befrielsefronten fick politiskt, ekonomist och militärt stöd från Tanzania. Soldater tränades i Algeriet och Kina för gerillakrig. Redan 1965 kunde Frelimo ta kontroll över de nodligaste provinserna Niassa och Cabo Delgado. Den portugisiska kolonialarmén koncentrerade sina styrkor till försvar av Cahora Bassaprojektet i Teteprovinsen och att förhindra att gerillakriget spred sig söderut.
Svenska intressen stödde Cahora Bassa. ASEA medverkade i projektet och regeringen uttalade att den moçambikanska befrielserörelsen på sikt kunde dra nytta av industrialisering av landet. Mondlane svarade att Cahora Bassa skulle hjälpa fienden ekonomiskt och militärt. Kort därefter mördades Mondlane. Tanzania undersökte attentatet och kunde konstatera att Portugals säkerhetspolis, PIDE var ansvarig och hade anlitat en förrädare inom Frelimo. Centralkommittén samlades och befälhavaren för de väpnade styrkorna, Samora Machel valdes till Frelimos ordförande.

## Självständighet
1974 kontrollerade Frelimo en tredjedel av Moçambiques yta. Den 25 april 1974 tog militären makten i Lissabon i den så kallade Nejlikerevolutionen. Många militärer var missnöjda med de utdragna kolonialkrigen och diktaturen i Portugal. Den nya regimen inledde förhandlingar med befrielserörelserna i Guinea-Bissau, Angola och Moçambique. I Moçambique bildades en övergångsregering i september 1974.

### Inbördeskriget
Vid partikongressen 1977 blev Frelimo formellt marxistiskt-leninistiskt parti. Moçambique stängde gränsen mot Rhodesia (nuvarande Zimbabwe) för att stödja FN:s sanktioner mot den vita minoritetsregeringen. Den zimbabwiska Zanu gerillan hade baser på Frelimos område. Rhodesias vita regering svarade med att bilda Renamo. Det moçambikanska inbördeskriget startade 30 maj 1977 och pågick till 4 oktober 1992. Egentligen var det ett ombudskrig mellan Sovjetunionen, som stödde Frelimo och USA, som via Sydafrika stödde Renamo. Uppskattningsvis dog en miljon människor under 15 år. 1979 dödades Renamos ledare och efterträddes av Afonso Dhlakama. Året därpå blev Rhodesia självständigt och fick namnet Zimbabwe.

## Republiken Moçambique
År 1990 påbörjades fredssamtal mellan Frelimo och Renamo. I november antogs en ny konstitution för en flerpartistat. Landets officiella namn ändrades till Republiken Moçambique och presidentval skulle hållas året därpå. I konstitutionen stod att presidentkandidater skulle ha fyllt 40 år. Frelimos ledare Chissano yrkade på en ändring till 35 år för att möjliggöra för Renamos ledare Afonzo Dhlakama att kandidera.